# World Challenge Cup Juniors 2002

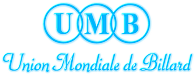
Logo UMB (ausrichtender Verband)

Der 2. World Challenge Cup Juniors 2002 war ein Turnier in der Karambolagedisziplin Dreiband und fand vom 11. bis 13. Oktober in Romans-sur-Isère in der französischen Region Auvergne-Rhône-Alpes statt. Es galt als zweites Vorbereitungsturnier für eine kommende Weltmeisterschaft für Junioren.

## Teilnehmer
Das Teilnehmerfeld setzt sich aus den Kontinentalverbänden wie folgt zusammen:
- Titelverteidiger (Wildcard) UMB: 1
- CEB: 12
- CPB: 3
- ACBC: 3

| Titelverteidiger | Titelverteidiger                |
| ---------------- | ------------------------------- |
| 1                | Filipos Kasidokostas            |
| Europa (CEB)     |                                 |
| 2                | Frédéric Mottet (Europameister) |
| 3                | Jérémy Bury                     |
| 4                | Stephane Schillinger            |
| 5                | Mathieu Falcioni                |
| 6                | Thierry Amar                    |
| 7                | Rubén Legazpi                   |
| 8                | Carlos Crespo                   |
| 9                | Steven van Acker                |
| 10               | Wesley de Jaeger                |

| Europa (CEB)  | Europa (CEB)            |
| ------------- | ----------------------- |
| 11            | Erwin van den Heuvel    |
| 12            | Phillip Leu             |
| 13            | Alain Houlman           |
| Amerika (CPB) |                         |
| 14            | Merlin Romero           |
| 15            | Valerio Geison Bolaños  |
| 16            | Cespendes Marlon Avalos |
| Asien (ACBC)  |                         |
| 17            | Hwang Hyung-bum         |
| 18            | Oh Jong-seong           |
| 19            | Taichiro Suzuki         |

## Modus
Gespielt wurde in der Vorrunde in drei Gruppen mit fünf und einer Gruppe mit vier Spielern im Round-Robin-Modus bis 40 Punkte. Die beiden Gruppenersten zogen in die Endrunde ein, wo im K.-o.-System auch bis 40 Punkte gespielt wurde. Die Shot clock stand auf 50 Sekunden.

## Gruppenphase
| Abschlusstabelle Gruppe A | Abschlusstabelle Gruppe A | Abschlusstabelle Gruppe A | Abschlusstabelle Gruppe A | Abschlusstabelle Gruppe A | Abschlusstabelle Gruppe A | Abschlusstabelle Gruppe A | Abschlusstabelle Gruppe A |
| Platz                     | Name                      | MP                        | Pkt.                      | Aufn.                     | GD                        | BED                       | HS                        |
| ------------------------- | ------------------------- | ------------------------- | ------------------------- | ------------------------- | ------------------------- | ------------------------- | ------------------------- |
| 1                         | Filipos Kasidokostas      | 8:0                       | 160                       | 118                       | 1,355                     | 1,666                     | 8                         |
| 2                         | Carlos Crespo             | 6:2                       | 140                       | 136                       | 1,111                     | 1,333                     | 5                         |
| 3                         | Mathieu Falcioni          | 4:4                       | 126                       | 167                       | 0,754                     | 0,952                     | 7                         |
| 4                         | Erwin van den Heuvel      | 2:6                       | 128                       | 192                       | 0,666                     | 0,588                     | 5                         |
| 5                         | Alain Houlman             | 0:8                       | 75                        | 185                       | 0,405                     | –                         | 4                         |

| Abschlusstabelle Gruppe B | Abschlusstabelle Gruppe B | Abschlusstabelle Gruppe B | Abschlusstabelle Gruppe B | Abschlusstabelle Gruppe B | Abschlusstabelle Gruppe B | Abschlusstabelle Gruppe B | Abschlusstabelle Gruppe B |
| Platz                     | Name                      | MP                        | Pkt.                      | Aufn.                     | GD                        | BED                       | HS                        |
| ------------------------- | ------------------------- | ------------------------- | ------------------------- | ------------------------- | ------------------------- | ------------------------- | ------------------------- |
| 1                         | Frédéric Mottet           | 8:0                       | 160                       | 129                       | 1,240                     | 1,600                     | 15                        |
| 2                         | Jérémy Bury               | 6:2                       | 158                       | 153                       | 1,032                     | 1,212                     | 6                         |
| 3                         | Hwang Hyung-bum           | 4:4                       | 117                       | 162                       | 0,722                     | 1,142                     | 5                         |
| 4                         | Merlin Romero             | 2:6                       | 122                       | 164                       | 0,743                     | 0,816                     | 4                         |
| 5                         | Cespendes Marlon Avalos   | 0:8                       | 93                        | 170                       | 0,547                     | –                         | 6                         |

| Abschlusstabelle Gruppe C | Abschlusstabelle Gruppe C | Abschlusstabelle Gruppe C | Abschlusstabelle Gruppe C | Abschlusstabelle Gruppe C | Abschlusstabelle Gruppe C | Abschlusstabelle Gruppe C | Abschlusstabelle Gruppe C |
| Platz                     | Name                      | MP                        | Pkt.                      | Aufn.                     | GD                        | BED                       | HS                        |
| ------------------------- | ------------------------- | ------------------------- | ------------------------- | ------------------------- | ------------------------- | ------------------------- | ------------------------- |
| 1                         | Stephane Schillinger      | 8:0                       | 160                       | 185                       | 0,864                     | 1,081                     | 6                         |
| 2                         | Steven van Acker          | 6:2                       | 152                       | 159                       | 0,955                     | 1,428                     | 7                         |
| 3                         | Taichiro Suzuki           | 4:4                       | 128                       | 215                       | 0,595                     | 0,727                     | 4                         |
| 4                         | Valerio Geison Bolaños    | 1:7                       | 111                       | 249                       | 0,445                     | 0,512                     | 5                         |
| 5                         | Oh Jong-seong             | 1:7                       | 94                        | 226                       | 0,415                     | 0,512                     | 7                         |

| Abschlusstabelle Gruppe D | Abschlusstabelle Gruppe D | Abschlusstabelle Gruppe D | Abschlusstabelle Gruppe D | Abschlusstabelle Gruppe D | Abschlusstabelle Gruppe D | Abschlusstabelle Gruppe D | Abschlusstabelle Gruppe D |
| Platz                     | Name                      | MP                        | Pkt.                      | Aufn.                     | GD                        | BED                       | HS                        |
| ------------------------- | ------------------------- | ------------------------- | ------------------------- | ------------------------- | ------------------------- | ------------------------- | ------------------------- |
| 1                         | Rubén Legazpi             | 6:2                       | 104                       | 112                       | 0,928                     | 1,538                     | 7                         |
| 2                         | Wesley de Jaeger          | 6:2                       | 103                       | 117                       | 0,880                     | 0,952                     | 6                         |
| 3                         | Thierry Amar              | 4:4                       | 96                        | 138                       | 0,695                     | 0,800                     | 5                         |
| 4                         | Phillip Leu               | 4:4                       | 88                        | 139                       | 0,633                     | 0,851                     | 4                         |

Anmerkung: In der Gruppe D wurden für alle Teilnehmer 2 Matchpunkte mehr vergeben, da nur 4 Teilnehmer in der Gruppe.
Quellen:

### Finalrunde
|  | Viertelfinale 40 Punkte | Viertelfinale 40 Punkte | Viertelfinale 40 Punkte | Viertelfinale 40 Punkte | Viertelfinale 40 Punkte | Viertelfinale 40 Punkte |                      |                 | Halbfinale 40 Punkte | Halbfinale 40 Punkte | Halbfinale 40 Punkte | Halbfinale 40 Punkte | Halbfinale 40 Punkte | Halbfinale 40 Punkte |      |       | Finale 40 Punkte | Finale 40 Punkte | Finale 40 Punkte | Finale 40 Punkte | Finale 40 Punkte | Finale 40 Punkte |
|  |                         |                         |                         |                         |                         |                         |                      |                 |                      |                      |                      |                      |                      |                      |      |       |                  |                  |                  |                  |                  |                  |
|  |                         | MP                      | Pkt.                    | Aufn.                   | GD                      | HS                      |                      |                 |                      |                      |                      |                      |                      |                      |      |       |                  |                  |                  |                  |                  |                  |
|  |                         | MP                      | Pkt.                    | Aufn.                   | GD                      | HS                      |                      |                 |                      |                      |                      |                      |                      |                      |      |       |                  |                  |                  |                  |                  |                  |
|  | Filipos Kasidokostas    | 2                       | 40                      | 26                      | 1,538                   | 8                       |                      |                 |                      |                      |                      |                      |                      |                      |      |       |                  |                  |                  |                  |                  |                  |
|  | Filipos Kasidokostas    | 2                       | 40                      | 26                      | 1,538                   | 8                       |                      | MP              | Pkt.                 | Aufn.                | GD                   | HS                   |                      |                      |      |       |                  |                  |                  |                  |                  |                  |
|  | Steven van Acker        | 0                       | 20                      | 26                      | 0,769                   | 4                       |                      | MP              | Pkt.                 | Aufn.                | GD                   | HS                   |                      |                      |      |       |                  |                  |                  |                  |                  |                  |
|  | Steven van Acker        | 0                       | 20                      | 26                      | 0,769                   | 4                       | Filipos Kasidokostas | 2               | 40                   | 20                   | 2,000                | ?                    |                      |                      |      |       |                  |                  |                  |                  |                  |                  |
|  |                         | MP                      | Pkt.                    | Aufn.                   | GD                      | HS                      | Filipos Kasidokostas | 2               | 40                   | 20                   | 2,000                | ?                    |                      |                      |      |       |                  |                  |                  |                  |                  |                  |
|  |                         | MP                      | Pkt.                    | Aufn.                   | GD                      | HS                      |                      | Frédéric Mottet | 0                    | 12                   | 20                   | 0,600                | ?                    |                      |      |       |                  |                  |                  |                  |                  |                  |
|  | Frédéric Mottet         | 2                       | 40                      | 29                      | 1,379                   | 11                      |                      | Frédéric Mottet | 0                    | 12                   | 20                   | 0,600                | ?                    |                      |      |       |                  |                  |                  |                  |                  |                  |
|  | Frédéric Mottet         | 2                       | 40                      | 29                      | 1,379                   | 11                      |                      |                 |                      |                      |                      |                      |                      | MP                   | Pkt. | Aufn. | GD               | HS               |                  |                  |                  |                  |
|  | Wesley de Jaeger        | 0                       | 28                      | 29                      | 0,965                   | 7                       |                      |                 |                      |                      |                      |                      |                      | MP                   | Pkt. | Aufn. | GD               | HS               |                  |                  |                  |                  |
|  | Wesley de Jaeger        | 0                       | 28                      | 29                      | 0,965                   | 7                       | Filipos Kasidokostas | 2               | 40                   | 13                   | 3,076                | ?                    |                      |                      |      |       |                  |                  |                  |                  |                  |                  |
|  |                         | MP                      | Pkt.                    | Aufn.                   | GD                      | HS                      | Filipos Kasidokostas | 2               | 40                   | 13                   | 3,076                | ?                    |                      |                      |      |       |                  |                  |                  |                  |                  |                  |
|  |                         | MP                      | Pkt.                    | Aufn.                   | GD                      | HS                      |                      | Jérémy Bury     | 0                    | 26                   | 13                   | 2,000                | ?                    |                      |      |       |                  |                  |                  |                  |                  |                  |
|  | Stephane Schillinger    | 0                       | 14                      | 22                      | 0,632                   | 2                       |                      | Jérémy Bury     | 0                    | 26                   | 13                   | 2,000                | ?                    |                      |      |       |                  |                  |                  |                  |                  |                  |
|  | Stephane Schillinger    | 0                       | 14                      | 22                      | 0,632                   | 2                       |                      | MP              | Pkt.                 | Aufn.                | GD                   | HS                   |                      |                      |      |       |                  |                  |                  |                  |                  |                  |
|  | Jérémy Bury             | 2                       | 40                      | 22                      | 1,818                   | 10                      |                      | MP              | Pkt.                 | Aufn.                | GD                   | HS                   |                      |                      |      |       |                  |                  |                  |                  |                  |                  |
|  | Jérémy Bury             | 2                       | 40                      | 22                      | 1,818                   | 10                      | Jérémy Bury          | 2               | 40                   | 36                   | 1,111                | ?                    |                      |                      |      |       |                  |                  |                  |                  |                  |                  |
|  |                         | MP                      | Pkt.                    | Aufn.                   | GD                      | HS                      | Jérémy Bury          | 2               | 40                   | 36                   | 1,111                | ?                    |                      |                      |      |       |                  |                  |                  |                  |                  |                  |
|  |                         | MP                      | Pkt.                    | Aufn.                   | GD                      | HS                      |                      | Carlos Crespo   | 0                    | 24                   | 36                   | 0,769                | ?                    |                      |      |       |                  |                  |                  |                  |                  |                  |
|  | Rubén Legazpi           | 0                       | 33                      | 33                      | 1,000                   | 6                       |                      | Carlos Crespo   | 0                    | 24                   | 36                   | 0,769                | ?                    |                      |      |       |                  |                  |                  |                  |                  |                  |
|  | Rubén Legazpi           | 0                       | 33                      | 33                      | 1,000                   | 6                       |                      |                 |                      |                      |                      |                      |                      |                      |      |       |                  |                  |                  |                  |                  |                  |
|  | Carlos Crespo           | 2                       | 40                      | 33                      | 1,212                   | 7                       |                      |                 |                      |                      |                      |                      |                      |                      |      |       |                  |                  |                  |                  |                  |                  |
|  | Carlos Crespo           | 2                       | 40                      | 33                      | 1,212                   | 7                       |                      |                 |                      |                      |                      |                      |                      |                      |      |       |                  |                  |                  |                  |                  |                  |

## Abschlusstabelle
| MP    | Match Points (Sieger = 2; Unentschieden = 1; Verlierer = 0) |
| Pkte. | Erzielte Karambolagen                                       |
| Aufn. | Benötigte Versuche                                          |
| GD    | Generaldurchschnitt                                         |
| BED   | Bester Einzeldurchschnitt eines Spielers                    |
| HS    | Höchstserie                                                 |
|       | Bester GD des Turniers                                      |
|       | Bester ED des Turniers                                      |
|       | Beste HS des Turniers                                       |
|       | 1. Platz (Gold)                                             |
|       | 2. Platz (Silber)                                           |
|       | 3. Platz (Bronze)                                           |

| Endklassement       | Endklassement       | Endklassement           | Endklassement       | Endklassement | Endklassement | Endklassement | Endklassement | Endklassement |
| Phase               | Platz               | Name                    | MP                  | Pkt.          | Aufn.         | GD            | BED           | HS            |
| ------------------- | ------------------- | ----------------------- | ------------------- | ------------- | ------------- | ------------- | ------------- | ------------- |
| Finale              | 1                   | Filipos Kasidokostas    | 14                  | 280           | 177           | 1,581         | 3,076         | 15            |
| Finale              | 2                   | Jérémy Bury             | 10                  | 262           | 224           | 1,178         | 1,818         | 10            |
| Halb- finale        | 3                   | Frédéric Mottet         | 10                  | 212           | 178           | 1,191         | 1,600         | 15            |
| Halb- finale        | 3                   | Carlos Crespo           | 8                   | 204           | 205           | 0,995         | 1,333         | 7             |
| Viertel- finale     | 5                   | Stephane Schillinger    | 8                   | 174           | 207           | 0,840         | 1,081         | 6             |
| Viertel- finale     | 6                   | Steven van Acker        | 6                   | 172           | 185           | 0,929         | 1,428         | 7             |
| Viertel- finale     | 7                   | Rubén Legazpi           | 4                   | 137           | 145           | 0,944         | 1,538         | 7             |
| Viertel- finale     | 8                   | Wesley de Jaeger        | 4                   | 131           | 146           | 0,897         | 0,952         | 7             |
| Gruppen- phase      | 9                   | Mathieu Falcioni        | 4                   | 126           | 167           | 0,754         | 0,952         | 7             |
| Gruppen- phase      | 10                  | Hwang Hyung-bum         | 4                   | 117           | 162           | 0,722         | 1,142         | 5             |
| Gruppen- phase      | 11                  | Taichiro Suzuki         | 4                   | 128           | 215           | 0,595         | 0,727         | 4             |
| Gruppen- phase      | 12                  | Thierry Amar            | 2                   | 96            | 138           | 0,695         | 0,800         | 5             |
| Gruppen- phase      | 13                  | Merlin Romero           | 2                   | 122           | 164           | 0,743         | 0,816         | 4             |
| Gruppen- phase      | 14                  | Erwin van den Heuvel    | 2                   | 128           | 192           | 0,666         | 0,588         | 5             |
| Gruppen- phase      | 15                  | Phillip Leu             | 2                   | 88            | 139           | 0,633         | 0,851         | 4             |
| Gruppen- phase      | 16                  | Valerio Geison Bolaños  | 1                   | 111           | 249           | 0,445         | 0,512         | 5             |
| Gruppen- phase      | 17                  | Oh Jong-seong           | 1                   | 94            | 226           | 0,415         | 0,512         | 7             |
| Gruppen- phase      | 18                  | Cespendes Marlon Avalos | 0                   | 93            | 170           | 0,547         | –             | 6             |
| Gruppen- phase      | 19                  | Alain Houlman           | 0                   | 75            | 185           | 0,405         | –             | 4             |
| Turnierdurchschnitt | Turnierdurchschnitt | Turnierdurchschnitt     | Turnierdurchschnitt | 2752          | 3474          | 0,792         |               |               |